# Municipio de Jackson (condado de Clinton, Indiana)
El municipio de Jackson (en inglés: Jackson Township) es un municipio ubicado en el condado de Clinton en el estado estadounidense de Indiana. En el año 2010 tenía una población de 1173 habitantes y una densidad poblacional de 10,42 personas por km².

## Geografía
El municipio de Jackson se encuentra ubicado en las coordenadas 40°13′2″N 86°30′23″O / 40.21722, -86.50639. Según la Oficina del Censo de los Estados Unidos, el municipio tiene una superficie total de 112.52 km², de la cual 112,52 km² corresponden a tierra firme y (0 %) 0 km² es agua.

## Demografía
Según el censo de 2010, había 1173 personas residiendo en el municipio de Jackson. La densidad de población era de 10,42 hab./km². De los 1173 habitantes, el municipio de Jackson estaba compuesto por el 97,36 % blancos, el 0,34 % eran afroamericanos, el 0,26 % eran amerindios, el 0,77 % eran de otras razas y el 1,28 % eran de una mezcla de razas. Del total de la población el 1,36 % eran hispanos o latinos de cualquier raza.